# Nakiri bōchō

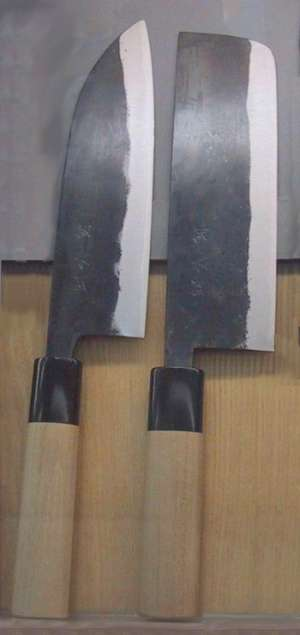
Nakiri bocho, estilo Osaka a la izquierda y estilo Tokio a la derecha.

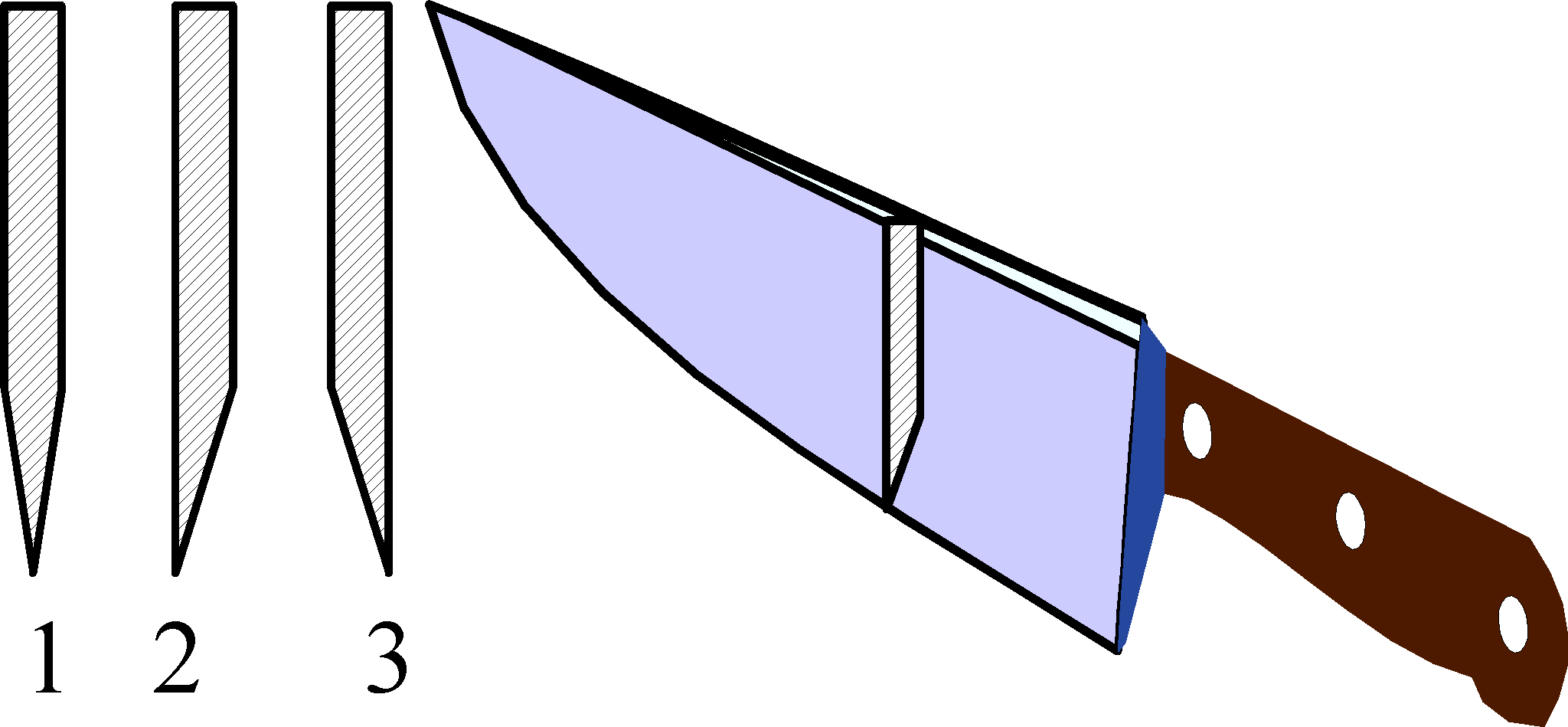
(1) Filo ryoba (2) Filo kataba para diestros (3) Filo kataba para zurdos. (El cuchillo de ejemplo es del tipo occidental).

El nakiri bocho (菜切り包丁?   lit. «cuchillo nakiri») y el usuba bocho (うすば包丁?   «cuchillo delgado») son cuchillos de vegetales de estilo japonés. Se diferencian del deba bōchō en su forma, como en su recta hoja filosa, adecuado para cortar de cualquiera forma sin necesidad de presionar o empujar horizontalmente. Estos cuchillos son también más delgados. Mientras que la hoja del deba bocho es pesada para cortar fácilmente sobre huesos delgados, la hoja es muy gruesa para cortar vegetales y puede partir las rodajas de los vegetales debido al grosor de la hoja. El nakiri bocho y el usaba bocho tienen una hoja mucho más delgada. No es bueno para cortar pequeños huesos en el pescado o carne, pero es muy bueno para cortar vegetales.
Los nakiri bocho son cuchillos para uso casero y usualmente tienen una hoja negra. La forma del nakiri bocho difiere acorde a la región de origen, los cuchillos del área de Tokio son de forma rectangular, mientras que los cuchillos del área de Osaka tienen una esquina redonda en el lado más alejado del cuchillo. El filo cortante está en ángulo de ambos lados, llamado ryoba, lo que hace más fácil hacer cortes rectos.
Los usaba bocho son cuchillos de vegetales usados por profesionales. Ellos difieren del nakiri bocho en la forma de la hoja de corte. Mientras que el nakiri bocho es afilado en ambos lados, el usuba bocho es afilado de un lado, un estilo conocido como kataba en japonés. La alta calidad de las hojas kataba tienen una delgada depresión en el lado delgado. Este estilo de hoja kataba da mejores cortes y permite la capacidad de cortar en rodajas más delgadas que el ryoba usado en el nakiri bocho, pero requiere más habilidad para usarlo. El lado afilado es usualmente el lado derecho para una mano diestra, pero existen con el lado afilado izquierdo para mano zurda. El usuba bocho es un poco más pesado que el nakiri bocho, aunque es más ligero que un deba bocho.
- Datos: Q1566385